# MiO
MiO（みお、1982年6月20日 - ）は女性ファッションモデル。レプロエンタテインメント所属。

## 経歴・人物
台湾出身。身長172cm。
慶應義塾大学看護医療学部卒業。看護師と保健師の国家資格を取得している。
趣味は読書、乗馬、フラワーアレンジメント。特技は英語、中国語、日本舞踊、ヨガ、ピラティス。
高IQ団体メンサの会員である。

## 出演

### テレビ
- ストリートライブ解放区（casTY） - レギュラーMC

### ラジオ
- scooping☆girls（渋谷FM） - レギュラー
- SUNDAYLAGOON（TFMデジタルチャンネル701） - レギュラー
- SLOWSONGS（TFMデジタルチャンネル701） - レギュラー
- NACK AFTER5（NACK5） - レギュラー
- シンクロのシティ（TOKYO FM） - レギュラー
- POP'N SUNDAY（NACK5） - レギュラー

### PV
- 平井堅 「come back」
- 藍坊主 「ジムペディック」
- Mr. Children 「and I love you」
- COCCO 「絹ずれ」
- Kimonos「Almost Human」

### 雑誌
- Luci
- LOOK!S
- FYTTE
- ozweddin
- BRUTUS
- GINZA
- relax for GIRL
- relax
- anan (表紙)
- ar
- CUTiE
- mini
- CREA
- SPUR
- VOCE
- FRaU (表紙)
- the TAG
- smile
- Spring
- ELLE JAPON
- HF
- ELLE girl
- teen VOGUE
- DANSKmagazine

### ショー
- 東京コレクション
  - choi chang ho
  - 信國太志
  - ninita
- パリ・コレクション
  - Y'S
- TFB
- spoken word project
- naked
- Cher
- spring collection
- SOSU/MIHARA YASUHIRO
- ERI MATSUI
- MULI PLE MARMELADE
- GARDE COLLECTIVE
- FRAP BOLS
- CANDY STRIPPER
- Olivede Olive
- mode
- PLAY BOY
- f＊mode
- LANCEL AMERIE×宝島社ファッションショー
- HAIR CLORING SPLASH
- 文化服装学院80周年イベント
- 原宿ラフォーレ25周年イベント
- saint jordi wedding
- HUGO BOSS ORANGE
- dengen
- 資生堂 BEAUTY REVOLUTION